# Gruboskórnik termitojad
Gruboskórnik termitojad (Dermatonotus muelleri) – gatunek płaza bezogonowego z rodziny wąskopyskowatych (Microhylidae). Jedyny przedstawiciel rodzaju Dermatonotus.

## Charakterystyka

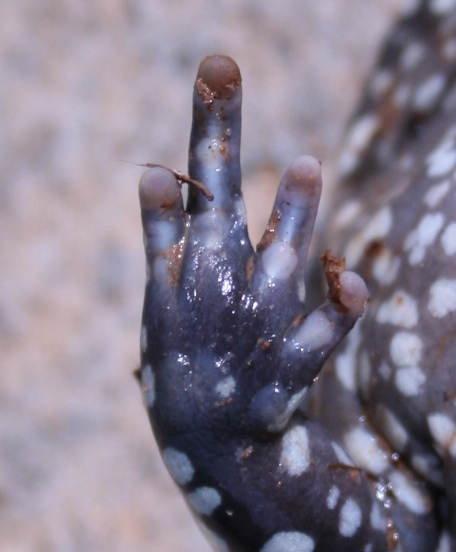
Łapa

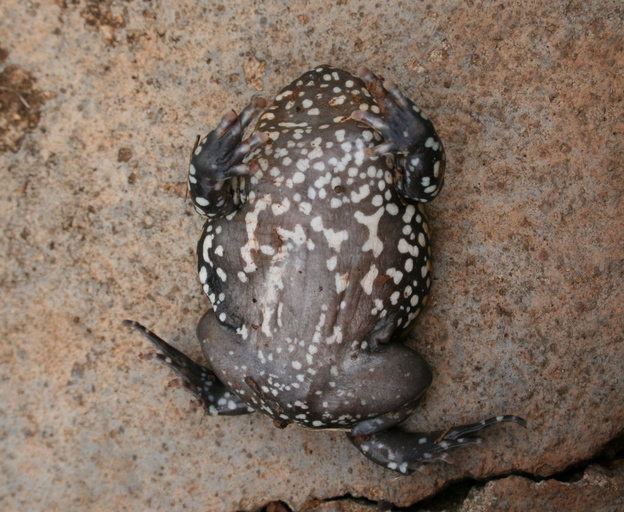
Brzuszna strona ciała

Płaz o długości ciała 40–50 mm (samice są większe od samców). Jego gładka skóra, wydzielająca białawą substancję chroniącą zwierzę przed pasożytami i grzybami, zabarwiona jest na grzbiecie na oliwkowobroązowo, boki ciała zdobi ciemne nieregularne plamkowanie, brzuch zaś – bladożółte. Krępe ciało o małej głowie. Tympanum ukryte. Kończyny przednie krótkie, sięgające do połowy ciała, tylne także krótkie, palce w obu przypadkach wolne, zaokrąglone.

## Występowanie i biotop
Gruboskórnik termitojad występuje w północnej Argentynie, północnym i zachodnim Paragwaju, wschodniej Boliwii oraz wschodniej i południowej Brazylii.
Bytuje na wysokościach do 1500 metrów nad poziomem morza. Zamieszkuje na ogół otwarte tereny, choć sporadycznie można go spotkać wewnątrz lasów i w pobliżu osiedli ludzkich. Nie uważa się go jednak za gatunek dobrze przystosowujący się do zmienionego działalnością ludzką środowiska. Płaz preferuje przesiąkłe wodą gleby, w których może się zakopać.
Jak wskazuje nazwa gatunkowa, płaz żywi się termitami.

## Rozmnażanie
Rozród odbywa się w tymczasowych zbiornikach wodnych i w stawach na płyciznach (także w wykorzystywanych przez człowieka). Rozpoczyna się we wrześniu–październiku i kończy się w lutym. Podczas godów spotyka się nawet tysiąc samców nawołujących osobniki płci przeciwnej, poświęcają one na rozród 5 dni.
Larwa zwana kijanką, czerwonobrązowa na grzbiecie i biaława na brzuchu, o ciele spłaszczonym bocznie i zaokrąglonym grzbietowo, ma zaokrąglony, ścięty pysk, nozdrza nie występują, podobnie jak rogowacenie części otworu gębowego czy brodawki. Umiejscowione bocznie oczy osiągają małe rozmiary. Zarówno płetwa brzuszna, jak i grzbietowa, rozpoczynająca się w zagłębieniu pomiędzy tułowiem i ogonem, są wypukłe, półprzezroczyste i lekko pigmentowane. Płetwa brzuszna łączy się z krótkim umiejscowionym przyśrodkowo otworem ciała. Należy mieć na uwadze, że w opisach kijanki dokonanych przez różnych autorów występują rozbieżności. Jest egzotrofem, żywi się pokarmem zawieszonym w toni wodnej, do którego zaliczają się następujące glony: zielenice właściwe, Baccilariophyceae, Dinophyceae. W układzie pokarmowym kijanki znajdywano też żywe eugleniny.

## Status
Płaza uważa się za licznie występującego, zwłaszcza podczas sezonu rozrodczego. Poza nim spotyka się go rzadko z uwagi na przebywanie w glebie. Jego populacja nie ulega znacznym wahaniom. Nie wymienia się globalnych zagrożeń stwarzających dla gatunku niebezpieczeństwo na całym obszarze jego występowania. Wspomina się raczej o niszczeniu środowiska naturalnego przez rozwój rolnictwa, przemysł drzewny w Argentynie oraz skażenie wód, a także o odłowie w Paragwaju, gdzie prawo zezwala na polowania. Zdarza się handel osobnikami tego gatunku jako zwierzęciem domowym. Poza tym gruboskórnik stanowi pokarm takich zwierząt, jak psy, torbacze, ptaki i węże.
Zasięg występowania zwierzęcia obejmuje obszary chronione.